# Jackson (Alabama)
Jackson é uma cidade  localizada no estado americano do Alabama, Condado de Clarke.

## Demografia
Segundo o censo americano de 2000, a sua população era de 5 419 habitantes. Em 2006, foi estimada uma população de 5 273, um decréscimo de 154 (-2,7%).

## Geografia
De acordo com o United States Census Bureau, a localidade tem uma área de 39,3 km², dos quais 39,1 km² cobertos por terra e 0.2 km² cobertos por água. Jackson localiza-se a aproximadamente 57 m acima do nível do mar..

## Localidades na vizinhança
O diagrama seguinte representa as localidades ao redor de Jackson.